# Vieux-Moulin, Vosges
Vieux-Moulin är en kommun i departementet Vosges i regionen Grand Est (tidigare regionen Lorraine) i nordöstra Frankrike. Kommunen ligger i kantonen Senones som tillhör arrondissementet Saint-Dié-des-Vosges. År 2022 hade Vieux-Moulin 321 invånare.

## Befolkningsutveckling
Antalet invånare i kommunen Vieux-Moulin
| Referens: INSEE |